# 2022-es szerbiai általános választás
Szerbiában 2022. április 3-án általános választásokat tartottak az elnök és a nemzetgyűlés megválasztására. 
Eredetileg a parlamenti választásokat 2024-ben kellett volna megtartani, bár Aleksandar Vučić hivatalban lévő elnök 2020 októberének végén bejelentette, hogy korábban írják ki a választásokat. Az általános választások mellett Belgrádban városi közgyűlési választásokat is tartanak.
A lezajlott szavazás során Vučićnak a szavazatok 59%-át sikerült megszereznie az elnökválasztás első fordulójában, míg az ellenzék jelöltje, Zdravko Ponoš a második helyen végzett.

## Választási rendszer

### Parlamenti választások
A parlament 250 tagú. A listaállításhoz 10 000 támogatói aláírás gyűjtésére volt szükség. A választás egyfordulós, arányos, az egész ország egy körzetnek számított. A bejutási küszöb 3%. A mandátumokat D’Hondt-módszerrel osztották el. A kisebbségek listáira az ún. természetes bejutási küszöb vonatkozott, azaz az egy nem kisebbségi mandátumhoz szükséges szavazatszám. A választás előtt kétnapos kampánycsend volt.

### Elnökválasztás
Pártok részéről a jelölt állításához 10 000 aláírás összegyűjtése szükséges tíz nap alatt. Az első fordulóban az nyer, aki legalább a szavazatok 50%-a plusz 1 szavazatot kap. Ha ilyen nincs, akkor 15 napon belül második fordulót tartanak, ahová a két legjobban szereplő első fordulós jelölt jut tovább. A második fordulóban az a jelölt nyer, aki több szavazatot kap.

## Fordítás
Ez a szócikk részben vagy egészben  a(z)   2022 Serbian general election című angol Wikipédia-szócikk ezen változatának fordításán alapul.  Az eredeti cikk szerkesztőit annak laptörténete sorolja fel. Ez a jelzés csupán a megfogalmazás eredetét és a szerzői jogokat jelzi, nem szolgál a cikkben szereplő információk forrásmegjelöléseként.